# MPMan

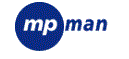
Logo di MPMan

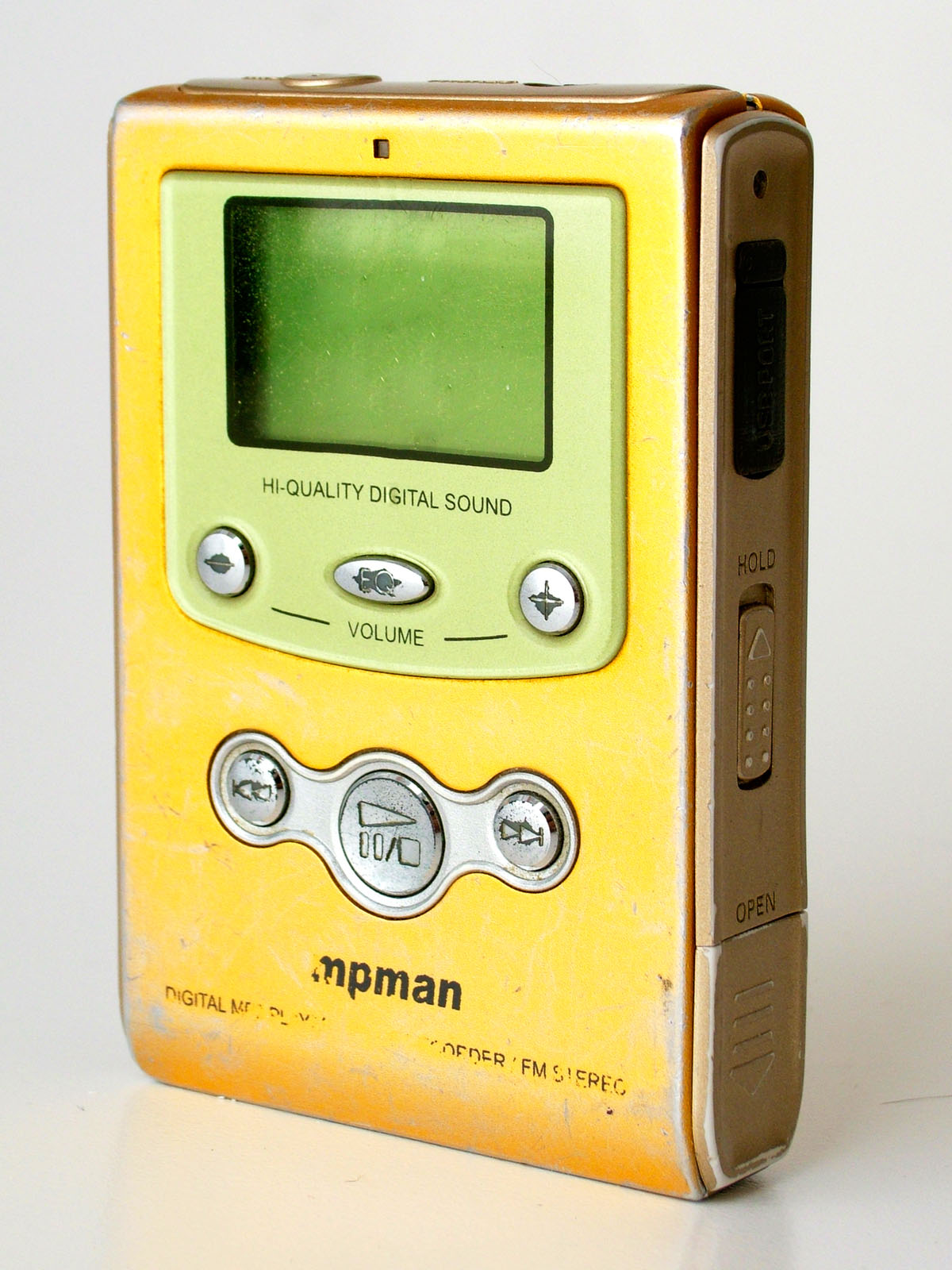
MPMan MP-f60

Il lettore musicale MPMan, prodotto dalla società sudcoreana Saehan Information Systems, debuttò in Asia nel marzo 1998 e fu uno dei primi lettori mp3 portatili.
La memoria flash interna poteva essere ampliata, ma non c'era alcun supporto per la memoria esterna. Venne fornito con una docking station. Per scaricare la musica nel dispositivo, la musica doveva prima essere codificata in formato mp3 da un encoder fornito dall'utente e quindi trasferita tramite la porta parallela alla docking station, che era collegata al dispositivo.
Il 2 maggio 1998 in Giappone, il negozio Akihabara di Chuo, Tokyo ha iniziato a vendere il dispositivo nei tagli di memoria di 32 MB e 64 MB, i cui prezzi erano rispettivamente di 39.800 ¥  e 59.800 ¥.
In Nord America, il dispositivo è stato importato da Z, società di Michael Robertson a metà del 1998. Nello stesso periodo, Eiger Labs Inc. lo importò e lo rinominò in due modelli, l'MPMan F10 Eiger, e Eiger MPMan F20.
L'F10 sfoggiava caratteristiche che oggi faranno sicuramente sorridere, ma di tutto rispetto: un piccolo display visualizzava poche informazioni, recuperate da una memoria flash di 32MB; l'espansione fino a 64MB era ottenibile solo a pagamento e spedendo il dispositivo per posta. Il trasferimento dei file avveniva molto lentamente attraverso una porta di connessione parallela.
Misurava a 90 millimetri di altezza, 70 mm di larghezza e 16,5 mm di spessore, pesava poco più di 65 grammi ed era molto compatto. Il prezzo degli Stati Uniti nel 1998 per il modello F10 con 32 MB di memoria flash fu di circa 200-250 USD
L'Eiger MPMan F20 era un modello simile che utilizzava schede SmartMedia da 3,3 V per l'espansione e funzionava con una singola batteria AA, invece di batterie ricaricabili NiMH.
Al MPMan F10 seguì poi il PMP300 di Rio, lettore mp3 uscito nel settembre del 1998 e divenuto immediatamente molto noto, non tanto per il successo commerciale, ma per l'anatema scagliatogli contro dalla Recording Industry Association of America, che diede il via ad una feroce battaglia legale sulle tematiche della violazione del copyright.

## Dati tecnici MPMan MP F-10
- Dispositivo
  - Memoria: 16/32/64/128 MB (MP-F60 T12)
  - Dimensioni: 16,5 millimetri di spessore, larghezza 70 mm, altezza 90 millimetri
  - Peso: 65 grammi (senza batteria)
  - Rapporto segnale / rumore: 70 dB
  - Tasso Distorsione: 0.1%
  - Potenza massima: 5 mW
  - Connettore di uscita: 3,5 mm Connettore TRS stereo per cuffie
  - Risposta in frequenza: 20 - 20.000 Hz
  - Alimentazione: Batteria ricaricabile (tipo gomma DC 1.2V 1000mAh x 2)
  - Alimentazione (MP-F60 T12): (ricaricabile) AA batteria DC 1.5V x 1
  - Colori disponibili: oro, rosa, argento, Skeleton nero, blu
- Docking station:
  - Dimensioni: 30 mm di spessore, 133 millimetri x 110 millimetri
  - Peso: 80 grammi
  - Alimentazione: DC 9V 400mA (adattatore AC incluso)

## Dati tecnici MPMAN MP-F60 T12
- Dispositivo:
  - Memoria: 16/32/64/128 MB
  - Dimensioni: 16,5 millimetri di spessore, larghezza 70 mm, altezza 90 millimetri
  - Peso: 65 grammi (senza batteria)
  - Rapporto segnale / rumore: 70 dB
  - Tasso Distorsione: 0.1%
  - Potenza massima: 5 mW
  - Connettore di uscita: 4 pin connettore da 3,5 mm TRS stereo per cuffie e telecomando a filo.
  - Risposta in frequenza: 20 - 20.000 Hz
  - Alimentazione: una batteria AA da 1.5V DC
  - Colori disponibili: oro, rosa, argento, Skeleton nero, blu
  - Funzione di registrazione audio e radio AM / FM.
  - Espansione di memoria da Smart Media Card.
  - Nessuna USB Docking station inclusa per questo modello